# 唆兒火都
唆儿火都（?—?），弘吉剌氏，元朝官员。德薛禅的孙子，按陈的儿子。
唆儿火都以战功在成吉思汗时遥授左丞相，为千户，赐涂金银章、金银海青圆符五、驿马券六。
其子阿哈驸马，蒙哥时率兵攻克徐州，因功受黄金一锭、白金十锭及银鞍勒，命袭父官。忽必烈下诏“弘吉剌万户所受驿券、圆符皆仍其旧，凡唆儿火都所受者，宜皆收之”。
唆儿火都诸孙若孛罗沙、伯颜、蛮子、添寿不花、大都不花、掌吉等人，和阿哈之孙也速达儿，与按陈之弟册，自成吉思汗以来世授本藩蒙古军站千户。
册之子哈儿哈孙，以平金朝之功，赐号拔都儿。哈儿哈孙之孙都罗儿，至元四年（1267年），授光禄大夫，以银章封懿国公。